# القضابي
قرية القضابى هي إحدى القرى التابعة لمركز الفشن في محافظة بني سويف في جمهورية مصر العربية. حسب إحصاءات سنة 2006، بلغ إجمالي السكان في القضابى 4624 نسمة، منهم 2364 رجل و2260 امرأة.